# Anna Ehrner
Anna Ehrner (* 24. Mai 1948 in Danderyd) ist eine schwedische Glas- und Produktdesignerin. Seit 1974 entwirft sie Glasobjekte und Gebrauchsglas für die schwedische Glasmanufaktur Kosta Boda.

## Leben und Werk
Nach dem Schulabschluss studierte Anna Ehrner von 1968 bis 1973 an der Konstfack, der schwedischen Hochschule für Kunst, Handwerk und Design, zunächst Keramikdesign. Während des Studiums entwarf sie auch Lampen für das Ateljé Lyktan. Die Lampenserie Anna, bestehend aus Tisch-, Steh-, Wand- und Hängelampen mit verchromten Gestellen und Leinenschirmen war in den 1970er und 1980er in schwedischen Haushalten weit verbreitet. Exklusivere Modelle wurden in Messing und Lederschirmen ausgeführt.

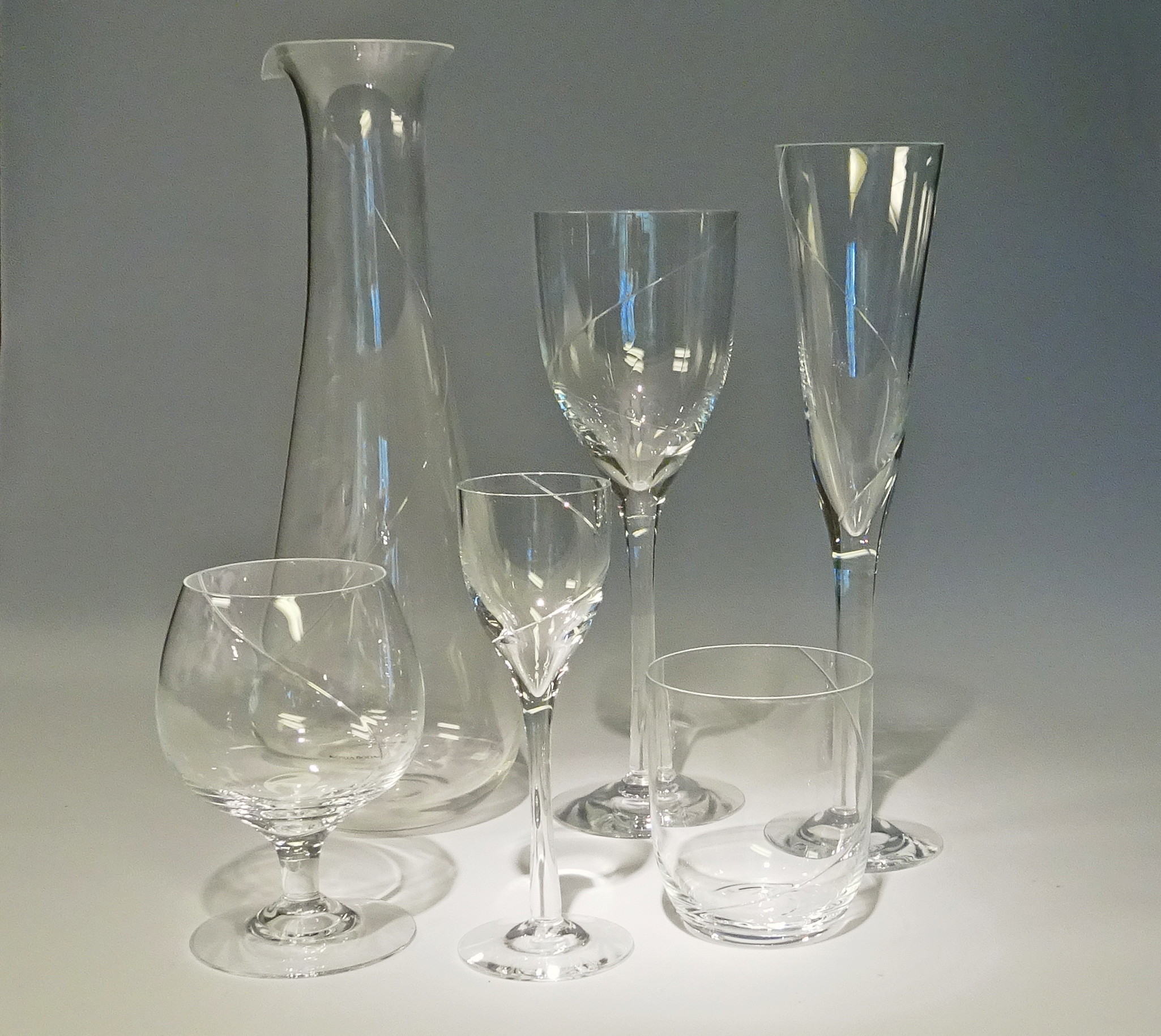
Trinkglasserie 'Linie'

Während des Studiums wendete sie sich verstärkt dem Werkstoff Glas zu. Seit 1974 entwirft Anna Ehrner Gebrauchsglas und Glasobjekte für die schwedischen Glasmanufakturen Kosta, Boda und Orrefors. Die Glasserie Linie aus den 1980er Jahren gehört bis heute zu den am meisten verkauften Trinkglasserien in Schweden. Ergänzt wurde die Glasserie von dem Edelstahlbesteck Linie, das Anna Ehrner für BodaNova entworfen hat.
Sie wurde 1992 und 1994 für ihre Entwürfe mit dem Excellent Swedish Form Award ausgezeichnet und war 1983 Gewinnerin von Swedish Glass. Sie absolvierte an der Pilchuck Glass School in Stanwood, Washington einen Studienaufenthalt. In den Jahren von 1992 bis 1995 war sie als Dozentin an der Konstfack tätig.
Neben Gebrauchsglas entwarf sie auch Kunstobjekte für den öffentlichen Raum, wie 2011 im Rahmen des Gemeinschaftsprojektes Glasstrasse, bei dem sieben namhafte schwedische Glaskünstler und Glaskünstlerinnen aus dem Glasreich, u. a. Bertil Vallien, Ulrica Hydman-Vallien und Kjell Engman Glasskulpturen geschaffen haben, die in der Hauptstrasse von Växjö, der Sandgärdsgatan dauerhaft installiert wurden. Anna Ehrners Skulptur Växkraft soll in diesem Rahmen an die Natur Smålands und die grüne Stadt Växjö erinnern. Einige ihrer Glasobjekte sind in den Dauerausstellungen von Glas- und Kunstmuseen, u. a. in Växjö und Kalmar zu finden.

Seit 2016 widmete sie sich der Entwicklung eines universellen Frühstücksgeschirrs. Neben einem Set aus verschiedenen Schüsseln, Platten und Tellern gehören auch Glaskaraffen und gläserne Vorratsbehälter zur Serie Bruk. 2018 ergänzte sie die Serie durch Tassen und Teller aus weißem und farbigen Porzellan.

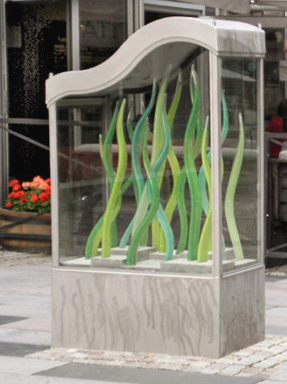
Växkraft – Skulptur von Anna Ehrner (Växjö, 2011)

Entwürfe von Anna Ehrner sind heute im Röhsska-Museum in Göteborg, im Schwedischen Nationalmuseum, im Kalmar-Kunstmuseum, im Glasmuseum Hentrich Düsseldorf und im Pariser Musée des Arts décoratifs ausgestellt.

## Trivia
Im Jahr 2018 gestaltete Anna Ehrner den Sollidenpreis in Form eines gläsernen Globus, der am 5. Juli 2018 Kronprinzessin Victoria von Schweden anlässlich ihres Besuchs auf Öland überreicht wurde.
2020 entwarf sie für den schwedischen Verband der Glasindustrie den Glass Pearl Award, der aller zwei Jahre für innovative Glaslösungen in Bauprojekten verliehen wird.

## Glasobjekte (Auswahl)
Zu den wichtigsten Glasentwürfen zählen:
- Glasskulptur Fat (1982); ausgestellt im Konstmuseum Kalmar[11]
- Glasskulptur Rain (1986); ausgestellt im Schwedischen Glasmuseum in Växjö[12]
- Glasserie Line, Line Black, Line Gold (1986)
- Vasen Aqua & Aqua Blue (1986)
- Trinkglasserie Colombine (1986)
- Vasen Royal (1986)
- Glasserie Limone (Vasen, Becher, Schalen, 1989)
- Teelichthalter Skyline (1987)
- Trinkglasserie Epoque (1994)
- Trinkglasserie Viva (1997)
- Glasserie Atoll (Kerzenleuchter, Schale, 1997)
- Teelichthalter Cool Moon & Blue Moon (2001)
- Vasenserie Barcelona (2004)
- Glasserie Contrasts (2004)
- Kerzenleuchter Colonne (2005)
- Vasenserie Umbra (2006)
- Vase Madrid (2009)
- Teelichthalter Brick (2011)
- Schüssel Basket (2014)
- Schale und Vase Cup Cake (2014)
- Vase Twine (2015)
- Frühstücks- und Küchenserie Bruk (2016–18)